# Papilio weymeri
Espèce
Statut de conservation UICN

LC : Préoccupation mineure
Papilio weymeri ou Machaon de Weymer est une espèce de lépidoptères (papillons) de la famille des Papilionidae. L'espèce est endémique de l'île Manus et de l'île Los Negros en Papouasie-Nouvelle-Guinée.

## Description
Papilio weymeri est un papillon de grande taille. L'aile antérieure atteint 70 mm de long chez le mâle et 75 mm chez la femelle, soit une envergure supérieure à 140 mm. Il y a un net dimorphisme sexuel. 
Chez le mâle les ailes sont noires à l'avers, les ailes antérieures portent une série de macules blanches postdiscales et les ailes postérieures une large macule blanche dont la forme varie selon les individus. Au revers les ailes sont marron foncé, les ailes antérieures portent une série de macules blanches postdiscales, les ailes postérieures portent une rangée de macules blanches, quelques lunules bleues et une ocelle orange dans l'angle anal. 
Chez la femelle les ailes sont marron foncé à l'avers, les ailes antérieures portent une bande plus claire assez floue et des macules jaunes submarginales. Les ailes postérieures portent des lunules submarginales jaunes, de larges macules postdiscales bleues irisé et une ocelle orangée dans l'angle anal. Le revers est similaire mais les macules bleues sont moins larges et il y a une macule orangée sur le bord supérieure de l'aile.

## Écologie
La femelle pond ses œufs sur Micromelum minutum et sur des espèces du genre Flindersia. Elle a la particularité de pondre ses œufs sur le dessus des feuilles ce qui est inhabituel chez les Papilionidae. Les chenilles passent par cinq stades avant de se transformer en chrysalide. Les femelles volent lentement et semblent moins nombreuses que les mâles, tandis que les mâles volent de manière erratiques et ne semblent jamais se poser.

## Habitat et répartition
Papilio weymeri vit uniquement sur l'île Manus et sur l'île Los Negros en Papouasie-Nouvelle-Guinée. L'espèce vit dans les forêts tropicales jusqu'à au moins 700 m d'altitude.

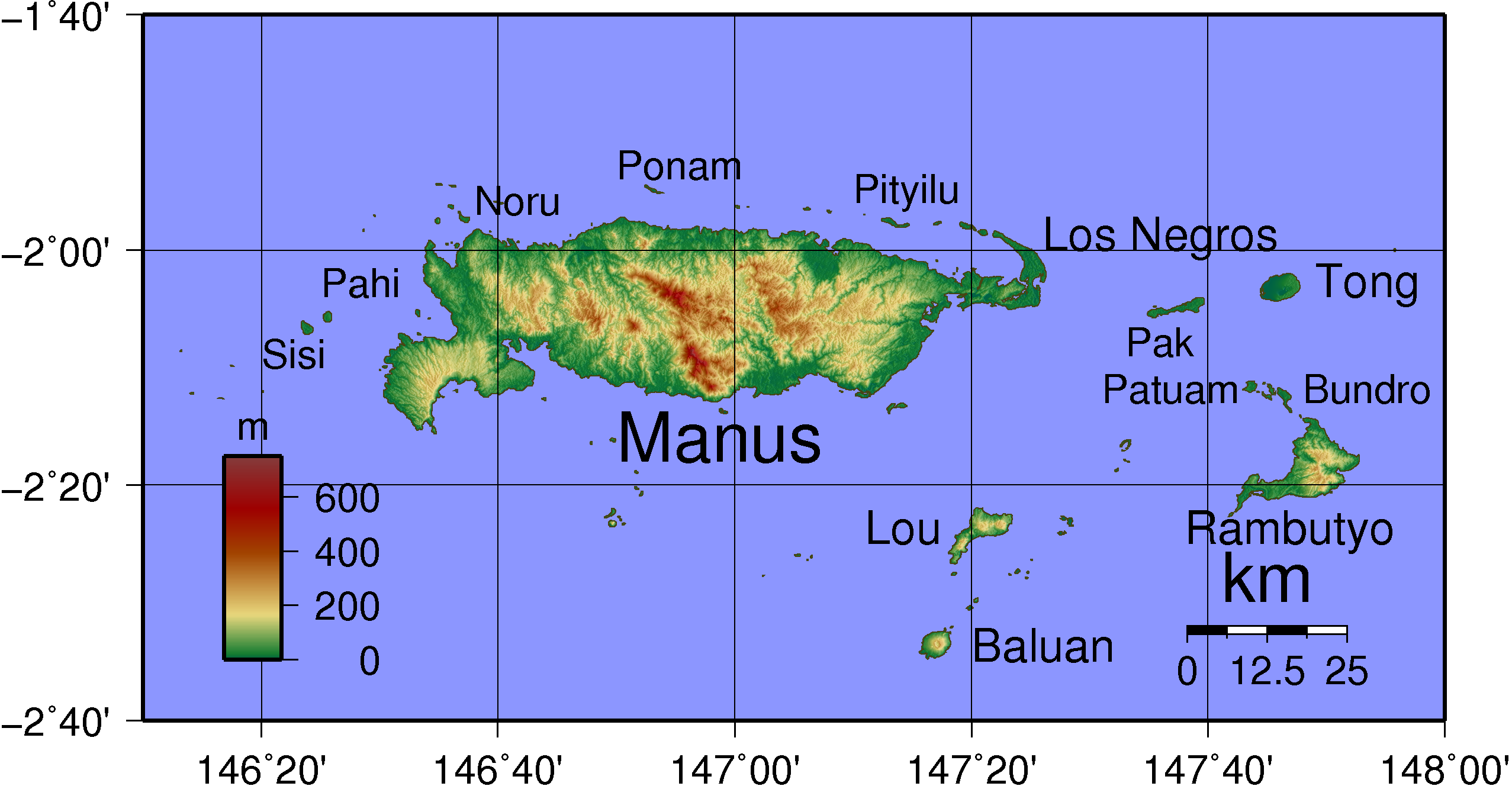
îles Manus et Los Negros.
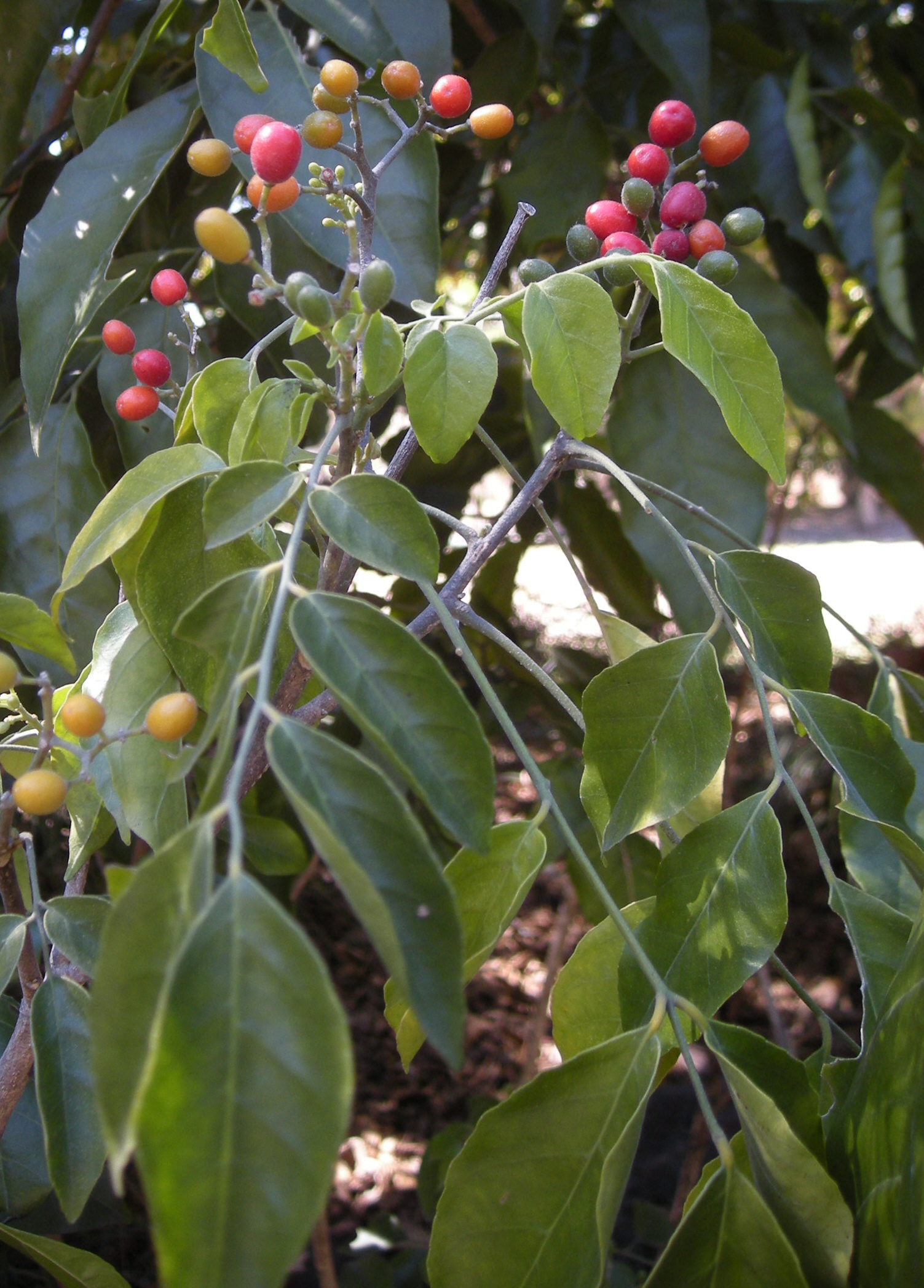
Micromelum minutum (fruits et feuilles).

## Systématique
L'espèce Papilio weymeri a été décrite pour la première fois en 1914 par l'entomologiste allemand Friedrich Wilhelm Niepelt (d) (1862-1936) dans Lepidoptera Niepeltiana.

## Étymologie
Son épithète spécifique, weymeri, lui a très probablement été donnée en l'honneur de l'entomologiste allemand Gustav Weymer (1833-1914).

## Papilio weymeriet l'Homme

### Menaces et conservation
L'espèce n'est pas considérée comme menacée par l'UICN. Elle est peu courante au sein de son aire de répartition mais son habitat ne semble pas menacé. Papilio weymeri a survécu aux bouleversements de la Seconde Guerre mondiale ce qui laisse supposer que cette espèce est assez résistante,.